# Памятники неолита на Оркнейских островах
Памятники неолита на Оркнейских островах — группа памятников, расположенных на острове Мейнленд в Оркнейском архипелаге на севере Шотландии и датированных 3000-2000 годами до н. э. Эти памятники неолита дают представление о культурных достижениях того времени.
Шесть основных памятников были включены в список объектов всемирного наследия ЮНЕСКО 2 декабря 1999 года. На плане управления объектом, принятом в 2001 году, Уотч-Стоун и Барнхауз-Стоун были присоединены к памятнику «Камни Стеннес»:стр.5.

## Описание объектов
Группа памятников включает в себя:
- Мейсхау — погребальная камера;
- Камни Стеннес — церемониальное кольцо камней;
- Круг Бродгара — церемониальное кольцо камней;
- Скара-Брей — поселение;
- множество других объектов, ещё не раскопанных.

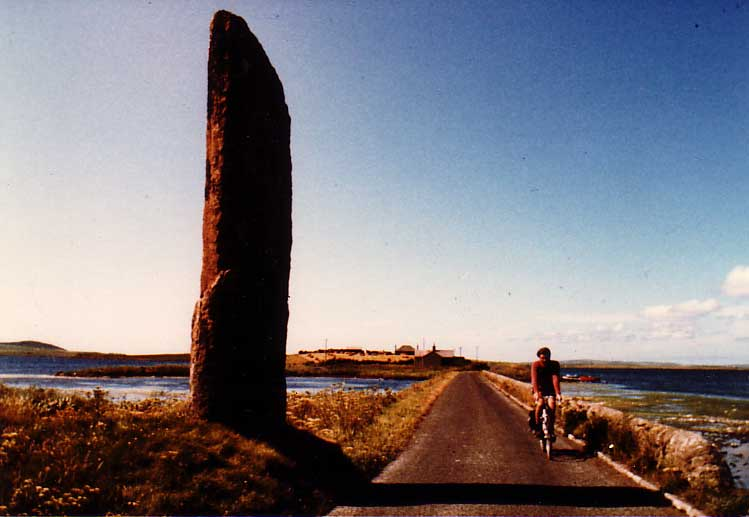
Уотч-Стоун, 1983 год

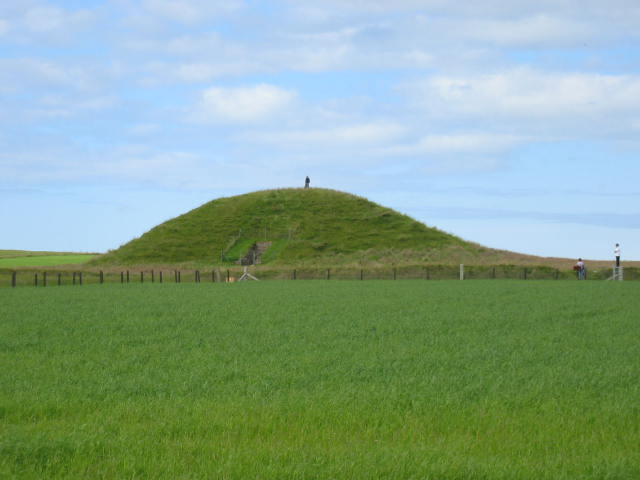
Мейсхау

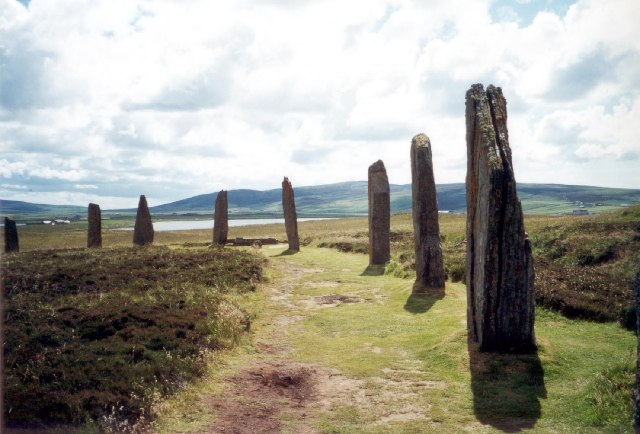
Круг Бродгара, 2001 год

Камни Стеннес представляют собой четыре сохранившихся камня из 11 (или 12) первоначальных камней, расположенных в форме эллипса диаметром 30-32 м. Камни были установлены между 3100 и 2900 годами до н. э. Самый высокий из сохранившихся камней достигает 5,7 метров. Камни являются одним из самых ранних примеров создания каменных кругов. Часть элементов круга была использована повторно через три тысячи после его появления, что подтверждается находками в поселении Барнхауз неподалёку. Барнхауз-Стоун — монолитный камень высотой 3 метра, расположенный недалеко от Мейсхау. Камень стоит на одной линии со входом в погребальную камеру по направлению к зимнему рассвету (юго-западу) на расстоянии 0,8 км и виден из камеры. Уотч-Стоун — сохранившийся стоячий камень на мосту Бродгар, монолит высотой 5,6 метра. В 1930 году было найдено основание второго камня в 12,8 метрах от первого:стр.13.
Мейсхау является большой погребальной камерой и представляет собой монументальную архитектуру неолита. Курган высотой более 7 метров и диаметром 35 метров был построен 5000 лет назад на искусственной платформе. Вокруг кургана находится ров шириной 14 м и глубиной 2 м. Некоторые камни, использованные при строительстве, весят до 30 тонн:стр.12. Мейсхау является объектом археологических исследований с 1861 года:стр.13.
Скара-Брей — поселение на краю залива Скейл, датированное 3100-2500 годами до н. э. Часть поселения была разрушена морем. Поселение было обнаружено после сильного шторма в 1850 году. По мнению современных учёных, существуют остатки поселения на юго-востоке:стр.14.
Круг Бродгара, одно из самых хорошо сохранившихся мегалитических колец Британских островов (сохранилось 36 из 60 камней). Диаметр круга — 104 метра. Вокруг кольца расположен ров шириной 10 м и глубиной 3,4 м, часть которого была разрушена в 1973 году. В районе колец находится 13 курганов неолита и бронзового века:стр.14.

## Охрана объекта

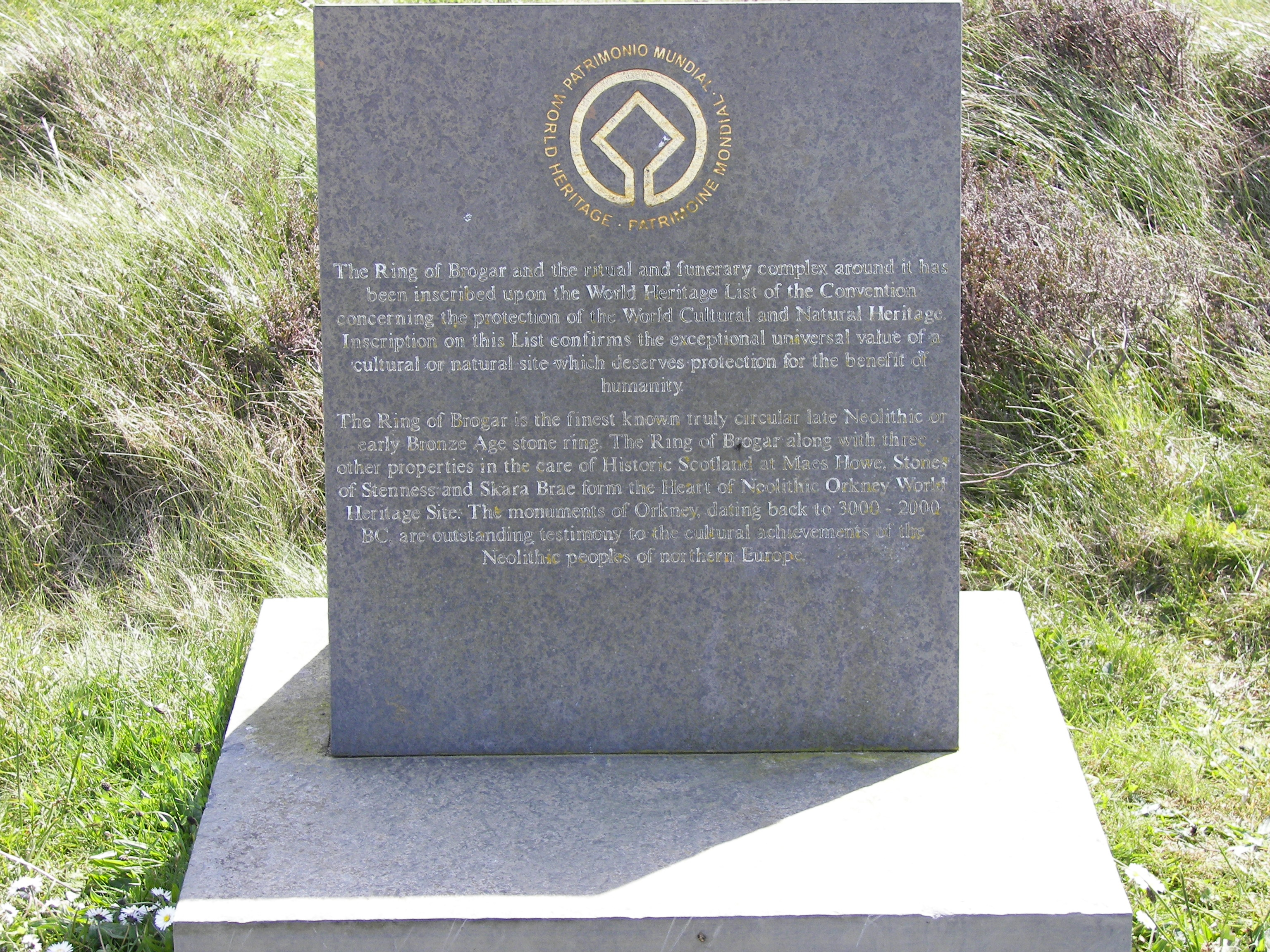
Круг Бродгара, знак Всемирного наследия

В 1998 году вместе с номинацией объектов было составлено четыре плана управления для различных элементов, которые были объединены в 2000 году и опубликованы в марте 2001 года после публичных консультаций:стр.11.
Составленный в 2008 году план по управлению объектами объединяет усилия партнёров: Исторической Шотландии, Совета Оркнейских островов, Природного наследия Шотландии и королевского общества защиты птиц. План рассматривает вопросы управления территорией в ближайшие пять лет, долгосрочное планирование на следующие 30 лет, а также проводит оценку управления объектом с момента принятия его в число объектов всемирного наследия:стр.5.
Формально, пересмотр плана намечен на 2012—2013 годы:стр.12.